# Мала Лепетиха
Мала́ Лепети́ха — село в Україні, у Великолепетиській селищній громаді Каховського району Херсонської області. До 2020 року центр Малолепетиської сільської ради.
Населення становить 2235 осіб.

## Історія
Станом на 1886 рік в селі, центрі Зеленівської волості Мелітопольського повіту Таврійської губернії, мешкало 3939 осіб, налічувалось 537 дворів, існували православна церква, збудована козаками у 1698 році, єврейський молитовний будинок, школа, 3 лавки, бондарня, відбувався щорічний ярмарок 11 листопада та базари по неділях.
За переписом 1897 року кількість мешканців зросла до 6885 осіб (3454 чоловічої статі та 3431 — жіночої), з яких 6647 — православної віри.
З 24 лютого 2022 року село тимчасово окуповане.

## Населення
Згідно з переписом УРСР 1989 року чисельність наявного населення села становила 2234 особи, з яких 1029 чоловіків та 1205 жінок.
За переписом населення України 2001 року в селі мешкало 2216 осіб.

### Мова
Розподіл населення за рідною мовою за даними перепису 2001 року:
| Мова       | Відсоток |
| ---------- | -------- |
| українська | 91,32 %  |
| російська  | 7,07 %   |
| білоруська | 0,85 %   |
| циганська  | 0,31 %   |
| вірменська | 0,18 %   |
| молдовська | 0,13 %   |
| угорська   | 0,04 %   |